# St.-Sarkis-Kirche (Täbris)

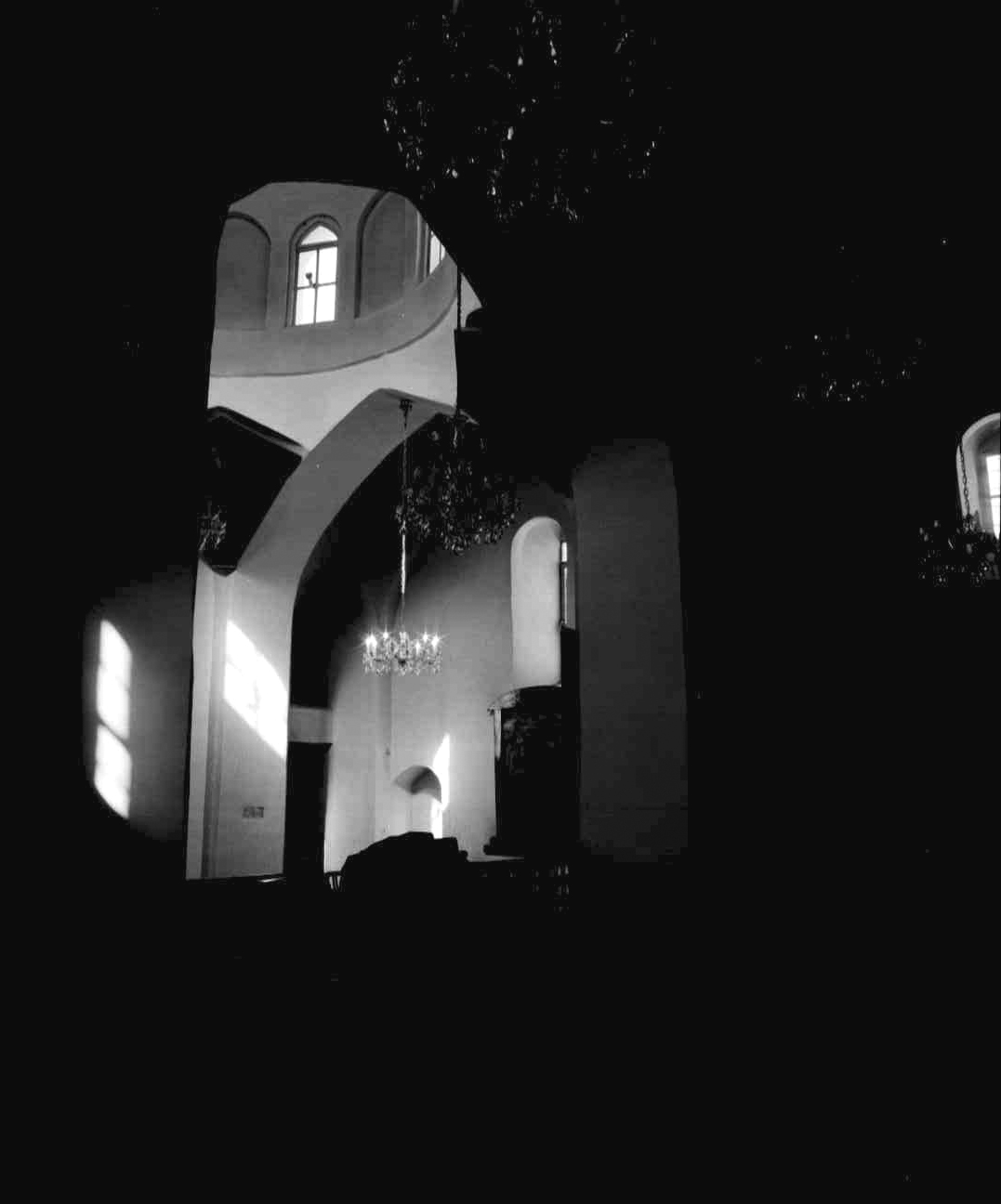
Inneres der Sarkiskirche in Täbris, 2010

Die Kirche des Heiligen Sarkis oder Sankt-Sarkis-Kirche (armenisch Թավրիժի Սուրբ Սարգիս Եկեղեցի T’avrizhi Surb Sarkis yekeghets’i, persisch کلیسای سرکیس مقدس oder كليسای سنت سركيس) ist eine Kirche in der iranischen Stadt Täbris, die im Jahre 1821 fertiggestellt wurde. Sie gehört zur in Täbris ansässigen Diözese Atrpatakan (Aserbaidschan) im Katholikat von Kilikien der armenisch-apostolischen Kirche.

## Standort
Die armenische St.-Sarkis-Kirche in Täbris steht im Wohnviertel Banvan im Stadtteil Lilava (Leilabad). Sie befindet sich an der Ostseite der Ġazal-Gasse (کوچه غزل) und westlich der Kirchgasse (کوچه ﮐﻠﯿﺳﺎ), 60 m südlich der Baron-Avak-Straße (بارون آواک) und 100 m westlich der Südlichen Schariati-Straße (شريعتى). Man gelangt von der Ġazal-Gasse durch ein weißes Tor in einer Mauer über einen Basketballplatz zum westlichen Eingang der Kirche. In der Nähe, östlich der St.-Sarkis-Kirche, gibt es zwei protestantische Kirchen: kaum 100 m östlich, an der Westseite der Schariati-Straße, die adventistische STA-Kirche (S.D.A. Church, کلیسای مسیحی آدْوِنْتیست oder kurz کلیسای آدونتیست) und etwa 250 m östlich (120 m östlich der Schariati-Straße) die ursprünglich assyrische Presbyterianische Evangelische Kirche Täbris (کلیسای پروتستان مقدس انجیلی تبریز). Etwa 250 m nordöstlich der St.-Sarkis-Kirche befindet sich an der nordöstlichen Ecke der Valman-Straße mit der Südlichen Schariati-Straße der Sportclub Ararat Täbris und dahinter, etwa 300 m nordöstlich der St.-Sarkis-Kirche, der Bischofssitz des armenischen Bistums Atrpatakan.

## Geschichte
Die armenische St.-Sarkis-Kirche in Täbris wurde 1821 auf dem Hofgelände der armenischen Tamarian-Schule in Erinnerung an die St.-Sarkis-Kirche von Azarschahr gebaut und 1845 renoviert, finanziert von der Täbriser armenischen Familie Petrossian. Das Schulgebäude wurde erweitert, und es entstand hier zusätzlich die armenische Sahakian-Schule. Gegenüber gab es eine weitere armenische Schule, die Haykazyan-Schule, die im Krieg zwischen Iran und Irak von 1980 bis 1988 beschädigt und angesichts der durch Auswanderung – nicht zuletzt durch den Krieg – sinkenden Schülerzahlen geschlossen wurde. Der Stadtteil Lilava (Leilabad) von Täbris war überwiegend, anfangs ausschließlich von Armeniern bewohnt. Hier entwickelte sich im Umfeld der St.-Sarkis-Kirche die Armenische Revolutionäre Föderation (ARF) in Täbris, während im Stadtteil Ḡala (armenisch Berdaṭʿał) mit der armenischen Kathedralkirche St. Marien die Huntschaken dominierten. In diesen beiden Distrikten zusammen lebten zu Beginn des 20. Jahrhunderts etwa 5000 Armenier. Am 18. Mai 1921 kam Alexander Tamanjan nach Täbris, wo er als Architekt im Rathaus arbeitete, bevor er nach Jerewan zurückkehrte. Zu den von ihm verwirklichten Stadtentwicklungsprojekten gehörten der ARF-Pantheon bei der Täbriser armenischen St.-Sarkis-Kirche, mehrere Privathäuser und das Täbriser Kulturzentrum.

## Architektur
Die west-östlich ausgerichtete, aus Stein erbaute armenische St.-Sarkis-Kirche in Täbris hat einen weitgehend rechteckigen Grundriss. An der Nord- und der Südseite der Kirche befindet sich jeweils etwas mehr nach Westen hin (einander direkt gegenüber) ein Narthex mit Glockenturm. Die drei Eingänge sind von Westen sowie von den Narthikes. In ihrer Mitte hat das Gebäude Merkmale einer Kreuzkirche, im westlichsten Abschnitt auch einer Scheinbasilika aufweisende Kirche eine spitz zulaufende Kuppel mit Kreuz ander Spitze auf einem runden, aus Ziegeln gemauerten Tambour mit acht Spitzbogenfenstern. Ziegelsäulen mit breiten Steinfundamenten trennen in der Kirche die Vierung, aber auch den Altarbereich im Osten und die Seitenschiffe vom Mittelschiff. Außerhalb der Kirche befindet sich am Fuße der Ostwand des Hofes ein Steinmonument für die Opfer des Völkermordes an den Armeniern erbaut. Hier befinden sich auch mehrere Marmorinschriften. Im Osten befindet sich ein Grab eines Priesters namens Hakop Karapetian. An der Eingangstür der Kirche befindet sich eine Inschrift, die an den Bau der Kirche und ihre Eröffnung am 5. März 1845 erinnert. Eine verwitterte Inschrift am Nordeingang erinnert an den Bau im April 1821 erinnert. Am südlichen Glockenturm ist zu lesen, dass die Türme 1938 erbaut und 1967 renoviert wurden. Die Türen mit ihren Chatschkar-Formen stammen aus dem Jahr 2003.